# Nina Ochotnikowa
Nina Ochotnikowa, ros. Нина Александровна Охотникова (ur. 11 marca 1991) – rosyjska lekkoatletka specjalizująca się w chodzie sportowym.
W 2009 zdobyła srebro mistrzostw Europy juniorów, a dwa lata później zdobyła srebrne medale młodzieżowych mistrzostw Europy i uniwersjady. Uczestniczka pucharu świata w chodzie sportowym. Medalistka mistrzostw Rosji.
Rekord życiowy w chodzie na 20 kilometrów: 1:28:16 (18 lutego 2012, Soczi). 